# Friedrich Christiansen-Weniger
Friedrich Johann Georg Christiansen-Weniger, kurz Fritz Christiansen-Weniger, (* 17. April 1897 in Hamburg; † 22. März 1989 in Eckernförde) war ein deutscher Agrarexperte und Hochschullehrer.
Christiansen-Weniger studierte Landwirtschaft von 1919 bis 1922 in Göttingen und Breslau bis zur Promotion und arbeitete dann unter Friedrich Berkner als Assistent an der Universität Breslau. 1924 habilitierte er sich und wurde 1928 zum a.o. Professor für Pflanzenzucht ernannt. Er ging 1931 als Regierungsangestellter in die Türkei und lehrte an der von Deutschen geleiteten Landwirtschaftlich-Tierärztlichen Hochschule Ankara. Im Generalgouvernement leitete er von 1940 bis 1945 die Landwirtschaftliche Forschungsanstalt in Pulawy, die zum Institut für Deutsche Ostarbeit gehörte. Dort besuchte ihn aus Kreisau am 1. Mai 1943 Helmuth Graf von Moltke und bezog ihn in die Pläne eines deutschen Neuaufbaus für die Landwirtschaft ein.
Nach 1945 gab Christiansen-Weniger als Gesamtleiter der Hermann-Lietz-Schulen und Leiter der Stiftung Deutscher Landerziehungsheime, der in Borby wohnte, den Anstoß zur Gründung des Landerziehungsheims Stiftung Louisenlund in Schleswig-Holstein, die 1949 durch Friedrich zu Schleswig-Holstein erfolgte. Von 1954 bis 1962 war Christiansen-Weniger Landwirtschaftsreferent in den deutschen Botschaften in der Türkei und anderen Nahoststaaten. Die Summe seiner landwirtschaftlichen Erfahrungen dort schrieb er 1970 in einer Neuauflage des Buches von 1934 auf.

## Schriften
- Die Grundlagen des türkischen Ackerbaus, 1934 (türkische Übersetzung: Ankara 1938)
- Dendroklimatologische Untersuchungen über die Jahresringentwicklung der Kiefern in Anatolien, 1942
- Ackerbauformen im Mittelmeerraum und Nahen Osten, dargestellt am Beispiel der Türkei, 1970
- Fünfzig Jahre deutsche Entwicklungshilfe für die türkische Landwirtschaft, 1979
- Jahrgang 1897. Bürger in vier deutschen Staaten, 1981 (Privatdruck für Familie und Freunde, nicht im Buchhandel erhältlich)